# نخيل الاستشهاد

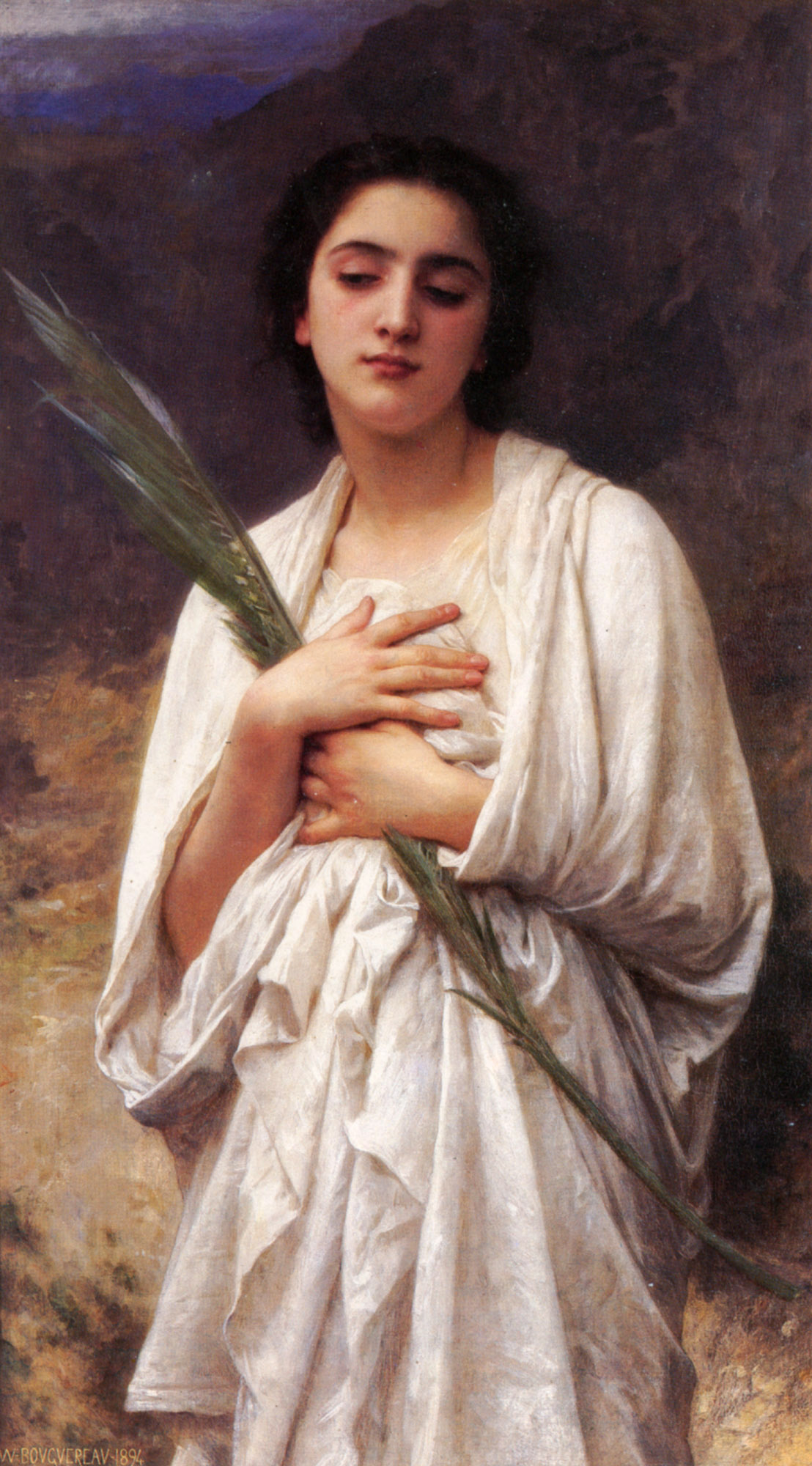
ويليام أدولف بوجيرو، ذا بالم ليف

في الأيقونات المسيحية، كف الاستشهاد أو نخيل الاستشهاد هو صفة القديسين الذين استشهدوا. وهي سعفة نخيل موضوعة في يد صورة أو تمثال شهيد.
يشير هذا التقليد إلى سعف النخيل الذي حمله الرسل عندما دخل يسوع أورشليم.